# Niccolò Gaddi
Niccolò Gaddi (Firenze, 1499 – Firenze, 16 gennaio 1552) è stato un cardinale e vescovo cattolico italiano.

## Biografia

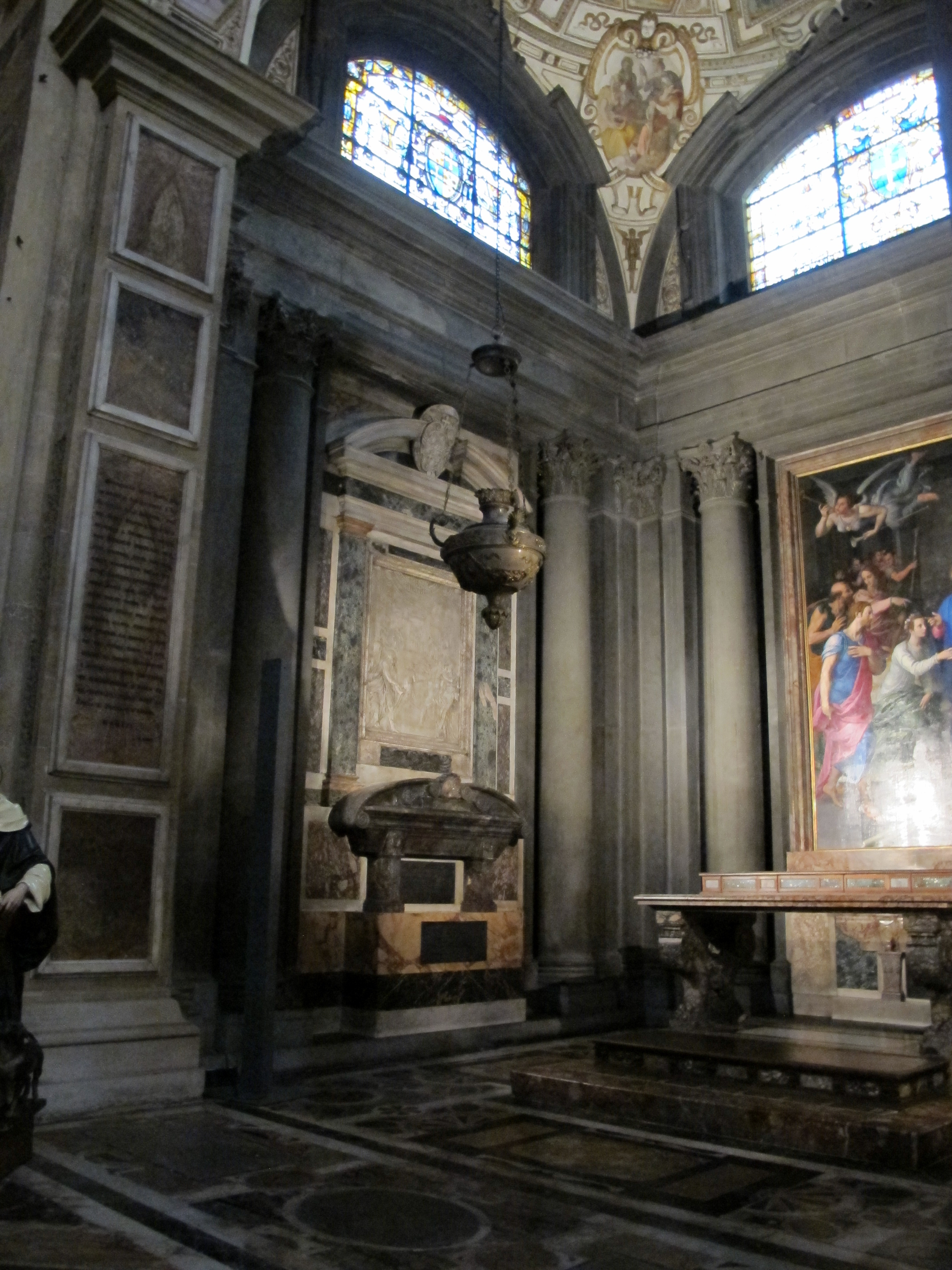
Tomba del cardinale nella cappella Gaddi nella Basilica di Santa Maria Novella

Nacque nel 1499 a Firenze. Era figlio di Taddeo Gaddi e di Antonia Altoviti; il fratello monsignor Giovanni Gaddi (1493-1542) era un potente componente della Camera Apostolica. Sulla base di un'affermazione di Lorenzo Cantini, viene spesso indicato come parente di Caterina de' Medici, «ma ciò non trova riscontro nell'albero genealogico della famiglia Gaddi; tuttavia gli avvenimenti successivi della vita del G., furono caratterizzati da un forte legame con la corte di Francia.»
Fu vescovo di Fermo dal 1521 al 1549.
Venne creato cardinale diacono da papa Clemente VII che, pochi giorni prima del Sacco di Roma (1527), gli assegnò la diaconia di San Teodoro; nel 1533 ebbe in commenda anche il vescovado di Sarlat in Francia.
Dopo l'uccisione del duca Alessandro de' Medici tentò senza successo di restaurare la Repubblica a Firenze.
Morì il 16 gennaio 1552 a Firenze. Fu sepolto nella natia Firenze all'interno della Cappella Gaddi nella chiesa di Santa Maria Novella.

## Conclavi
Niccolò Gaddi partecipò ai seguenti conclavi:
- 1534, che elesse papa Paolo III
- 1549 / 1550, che elesse papa Giulio III